# Erika Kirpu
Erika Kirpu (Moscú, 22 de junio de 1992) es una deportista estonia que compite en esgrima, especialista en la modalidad de espada.
Participó en dos Juegos Olímpicos de Verano, obteniendo una medalla de oro en Tokio 2020, en la prueba por equipos (junto con Julia Beljajeva, Irina Embrich y Katrina Lehis), y el cuarto lugar en Río de Janeiro 2016, en la misma prueba. En los Juegos Europeos de Bakú 2015 obtuvo dos medallas, plata en la prueba por equipos y bronce en la individual.
Ganó tres medallas en el Campeonato Mundial de Esgrima, en los años 2014 y 2017, y cinco medallas en el Campeonato Europeo de Esgrima entre los años 2012 y 2018.

## Palmarés internacional
| Juegos Olímpicos   | Juegos Olímpicos   | Juegos Olímpicos  | Juegos Olímpicos   |
| Año                | Lugar              | Medalla           | Prueba             |
| ------------------ | ------------------ | ----------------- | ------------------ |
| 2020               | Tokio (Japón)      | Medalla de oro    | Espada por equipos |
| Campeonato Mundial |                    |                   |                    |
| Año                | Lugar              | Medalla           | Prueba             |
| 2014               | Kazán (Rusia)      | Medalla de plata  | Espada por equipos |
| 2014               | Kazán (Rusia)      | Medalla de bronce | Espada individual  |
| 2017               | Leipzig (Alemania) | Medalla de oro    | Espada por equipos |
| Juegos Europeos    |                    |                   |                    |
| Año                | Lugar              | Medalla           | Prueba             |
| 2015               | Bakú (Azerbaiyán)  | Medalla de plata  | Espada por equipos |
| 2015               | Bakú (Azerbaiyán)  | Medalla de bronce | Espada individual  |
| Campeonato Europeo |                    |                   |                    |
| Año                | Lugar              | Medalla           | Prueba             |
| 2012               | Legnano (Italia)   | Medalla de bronce | Espada por equipos |
| 2013               | Zagreb (Croacia)   | Medalla de oro    | Espada por equipos |
| 2015               | Montreux (Suiza)   | Medalla de plata  | Espada por equipos |
| 2016               | Toruń (Polonia)    | Medalla de oro    | Espada por equipos |
| 2018               | Novi Sad (Serbia)  | Medalla de bronce | Espada por equipos |